# Jeppe Kjær (football, 1985)
Pour les articles homonymes, voir Jeppe Kjær.
Jeppe Kjær, né le 6 novembre 1985 à Roskilde au Danemark, est un footballeur danois qui évolue au poste d'avant-centre.

## Biographie

### Formation et débuts
Né à Roskilde au Danemark, Jeppe Kjær est formé par le club local du FC Roskilde. Il fait ses débuts en professionnel avec ce club, alors que celui-ci évolue en deuxième division danoise le 10 août 2008, lors de la première journée de la saison 2008-2009, face au Lolland-Falster Alliancen. Il est titularisé et marque également son premier but en professionnel en toute fin de match, permettant à son équipe de faire match nul (2-2 score final).
Lors de l'été 2012 Jeppe Kjær rejoint le HB Køge. Il joue son premier match sous ses nouvelles couleurs le 9 septembre 2012, contre le Viborg FF, en championnat. Il est titularisé et son équipe s'incline par cinq buts à zéro. L'attaquant se montre décisif dès sa deuxième apparition, le 16 septembre lors de la journée suivante, face au Skive IK, en marquant son premier but pour sa nouvelle équipe. Celle-ci est toutefois battue (2-1 score final).
Le 13 août 2014, Jeppe Kjær s'engage en faveur de l'AGF Aarhus.

### Lyngby BK
Le 1er septembre 2015 il s'engage librement en faveur du Lyngby BK.
Il découvre la Superligaen, l'élite du football danois, le 16 juillet 2016, à l'occasion de la première journée de la saison 2016-2017, contre le FC Copenhague. Il est titularisé et son équipe s'incline par trois buts à zéro.

### FC Helsingør
Laissé libre par le Lyngby BK, Jeppe Kjær s'engage le 9 juillet 2019 en faveur du FC Helsingør, club évoluant alors en troisième division danoise. Il signe un contrat de deux ans, soit jusqu'en juin 2021.
Il joue son premier match pour le FC Helsingør le 10 août 2019, lors de la deuxième journée de la saison 2019-2020 contre le FA 2000. Il est titularisé et les deux équipes se neutralisent (1-1 score final).